# 峨眉苣叶报春
峨眉苣叶报春（学名：Primula sonchifolia sp. emeiensis）为报春花科报春花属下的一个亚种。

## 扩展阅读
- 維基物種上的相關：峨眉苣叶报春